# اچ‌بی‌او فیلمز
اچ‌بی‌او فیلمز (انگلیسی: HBO Films) یک شرکت فیلم‌سازی در کشور ایالات متحده آمریکا است.
این شرکت که در زیرمجموعه شبکه اچ‌بی‌او و شرکت وارنر برادرز است در سال ۱۹۸۳ تأسیس شده و در زمینه ساخت فیلم سینمایی و مجموعه تلویزیونی به فعالیت می‌پردازد.

## فیلم‌شناسی
- در برابر دیوار (۱۹۹۴)
- آمیستاد (۱۹۹۷)
- هر طور شما دوست دارید (۲۰۰۶، in association with بی‌بی‌سی فیلمز)
- پشت چلچراغ (۲۰۱۳)
- کره (۱۹۹۸)
- شهروند مجهول (۱۹۹۵)
- سکوت مطلق (۱۹۹۷)
- جنگ کثیف (۲۰۰۵)
- انیشتین و ادینگتون (۲۰۰۸، in association with BBC)
- فیل (۲۰۰۳)
- الیزابت یکم (۲۰۰۷)
- تب (۲۰۰۴)
- برای عشق یا کشور: داستان آرتورو ساندووال (۲۰۰۱)
- بارو (۱۹۸۶)
- تغییر بازی (۲۰۱۲)
- جیا (۱۹۹۸)
- گوتی (۱۹۹۶)
- خانه صدام (۲۰۰۸)
- فرشته‌های آرواره آهنین (۲۰۰۴)
- آخرین روزها (۲۰۰۵)
- زندگی و مرگ پیتر سلرز (۲۰۰۴)
- ماریا سرشار از برکت (۲۰۰۵)
- قلب طبیعی (۲۰۱۴)
- راهی به سوی جنگ (۲۰۰۲)
- راسپوتین: بنده شریر سرنوشت (۱۹۹۶)
- رت پک (۱۹۹۸)
- آر کی او ۲۸۱ (۱۹۹۹)
- نجات چهره (۲۰۱۲)
- تمپل گراندین (۲۰۱۰)
- دیروز (۲۰۰۴)
- تو جک را نمی‌شناسی (۲۰۱۰)